# 阿柳伊茨峰
43°10′16.91″N 2°38′20.26″W / 43.1713639°N 2.6389611°W

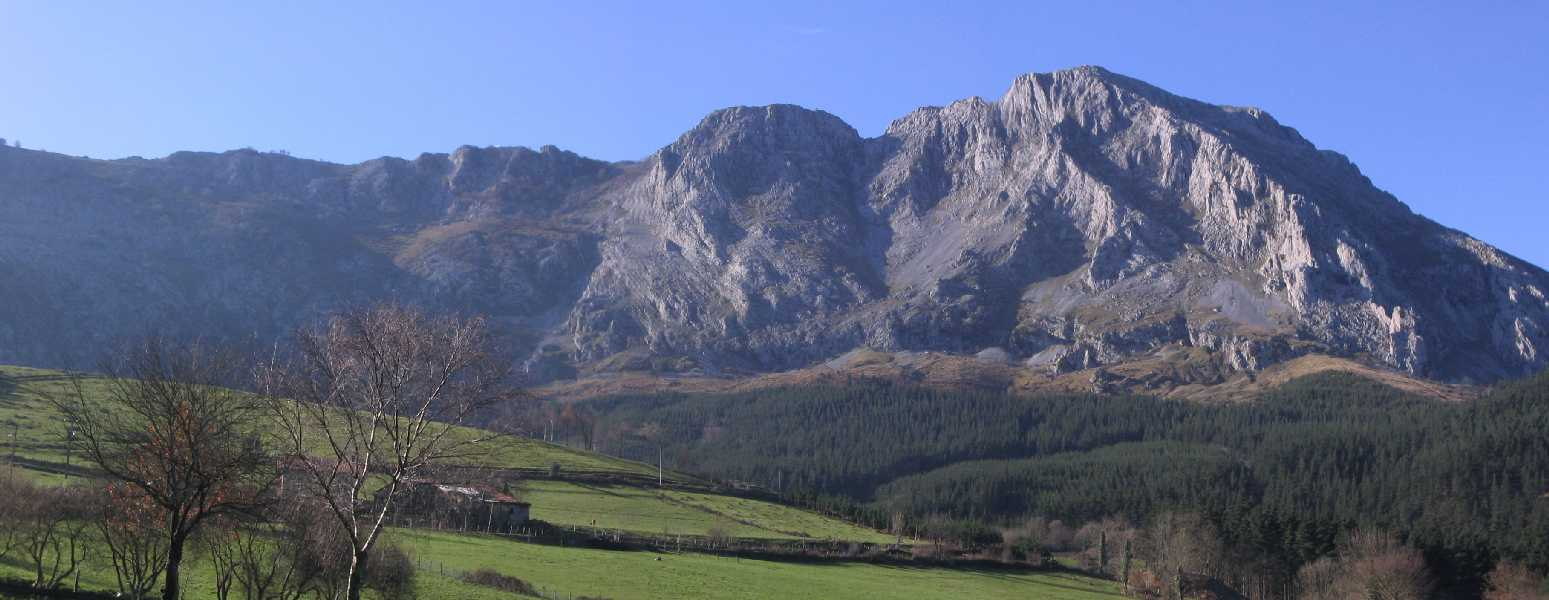

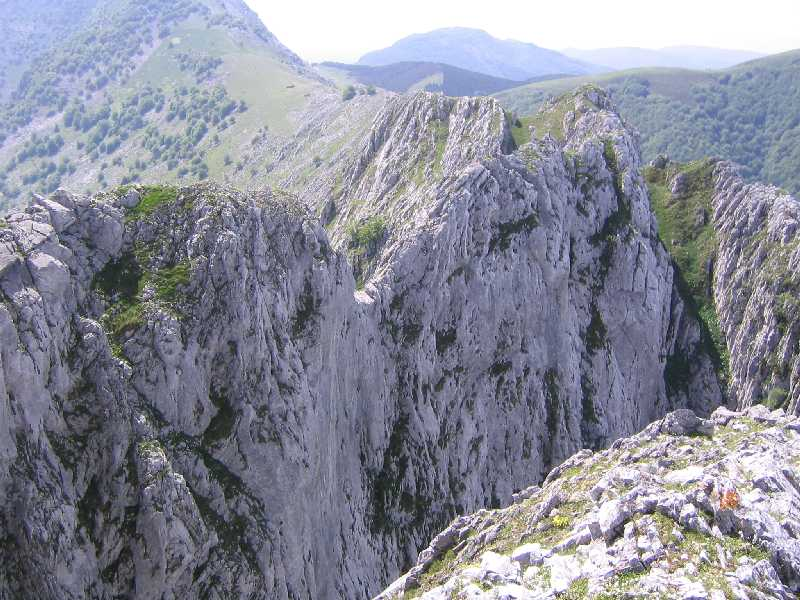

阿柳伊茨峰（西班牙語：Alluitz），是西班牙的山峰，位於該國北部巴斯克自治區，屬於巴斯克山脈中烏爾基奧拉山脈的一部分，海拔高度1,034米，人類在1867年首次登頂。